# مصنف للكبار: ريمكسد
ريتيد آر: ريمكسد هو ثاني ألبوم ريمكس من قبل المغنية البربادوسية ريانا. صدر في 8 مايو، 2010، في البرازيل وأوروبا وفي 24 مايو، 2010، في الولايات المتحدة من خلال تسجيلات ديف جام. الألبوم يتضمن ريمكسات من ألبومها الإستديو الرابع، ريتيد آر (2009). تم إعادة تسجيل هذه الأغاني وتعديلها من قبل تشو فو.

## الخلفية والتنمية
عقب صدور ونجاح ريتيد آر (2009) وأغانيه المنفردة «رشن روليت»، «هارد» و«رود بوي»، تم تأكيد أنه في 14 أبريل، 2010، من قبل تسجيلات ديف جام أن ريانا سوف تقوم بإصدار ألبومها الريمكس الثاني بعنوان ريتيد آر: ريمكسد. كان ألبومها الريمكس الأول بعنوان قوود قيرل قون باد: ذا ريمكسز الذي صدر في يناير 2009. تم الإعلان عن المشروع باعتباره شيئاَ للجماهير من أجل سد الفجوة التي كانت بين لاست قيرل أون إرث تور (2010-2011) وألبومها الإستديو الخامس، لاود (2010)، لم يصدر حتى الآن. تم تعديل ريتيد آر: ريمكسد حصرياً من الدي جي تشو فو.

## الأداء التجاري
في الولايات المتحدة، دخل ريتيد آر: ريمكسد لأول مرة وبنفس الوقت بلغ ذروته في المركز 158 على الرسم البياني بيلبورد 200 يوم 12 يونيو، 2010. الألبوم دخل لأول مرة وبنفس الوقت بلغ ذروته في المركز السادس على الرسم البياني الأمريكي لألبومات الدانس/الإلكترونية يوم 12 يونيو. دخل أيضاً لأول مرة وبنفس الوقت بلغ ذروته في المركز الثالث والثلاثين على الرسم البياني لألبومات الآر أند بي/الهيب-هوب يوم 12 يونيو. اعتباراً من يوليو 2010، بيع من الألبوم 13,000 نسخة في الولايات المتحدة. في اليونان، دخل الألبوم لأول مرة المركز الحادي عشر على الرسم البياني اليوناني يوم 17 مايو، 2010. في الأسبوع التالي، الألبوم بلغ ذروته إلى المركز الرابع.

## قائمة أغاني الألبوم
1. «ماد هاوس» (تشو فو سترايت جاكيت فكس) - (2:12)
2. «روشن روليت» (تشو فو بلاك روشن فكس) - (5:55)
3. «روك ستار 101» (تشو فو تيتشرز بيت فكس) - (4:27)
4. «ويت يور تيرن» (تشو فو كانت ويت نو مور فكس) - (5:09)
5. «فوتوغرافز» (مع ویل.آي.أم) (تشو فو 35 إم إم فكس) - (5:59)
6. «رود بوي» (تشو فو فيتامين إس فكس) - (5:41)
7. «هارد» (مع جيزي) (تشو فو جرانيت فكس) - (5:28)
8. «جي 4 إل» (تشو فو قنز إن ذا آير فكس) - (5:26)
9. فاير بومب" (تشو فو مولوتوف فكس) - (6:58)
10. «ستيوبد إن لوف» (تشو فو سمول روم فكس) - (5:32)

## الرسوم البيانية
| المخطط (2010)                                         | المركز | المصادر |
| ----------------------------------------------------- | ------ | ------- |
| ألبومات يونانية (IFPI)                                | 4      | [ 8 ]   |
| ألبومات الولايات المتحدة (Billboard 200)              | 158    | [ 4 ]   |
| ألبومات الولايات المتحدة (Billboard Dance/Electronic) | 6      | [ 5 ]   |
| ألبومات الولايات المتحدة (Billboard R&B/Hip-Hop)      | 33     | [ 6 ]   |

## تاريخ الإصدار
| الدولة           | التاريخ       | نوع التحميل | شركة الإنتاج | المصادر |
| ---------------- | ------------- | ----------- | ------------ | ------- |
| البرازيل         | 8 مايو، 2010  | تحميل رقمي  | ديف جام      | [ 9 ]   |
| فنلندا           | 8 مايو، 2010  | تحميل رقمي  | ديف جام      | [ 10 ]  |
| ألمانيا          | 8 مايو، 2010  | تحميل رقمي  | ديف جام      | [ 11 ]  |
| المجر            | 8 مايو، 2010  | تحميل رقمي  | ديف جام      | [ 12 ]  |
| هولندا           | 8 مايو، 2010  | تحميل رقمي  | ديف جام      | [ 13 ]  |
| البرتغال         | 8 مايو، 2010  | تحميل رقمي  | ديف جام      | [ 14 ]  |
| إسبانيا          | 8 مايو، 2010  | تحميل رقمي  | ديف جام      | [ 15 ]  |
| السويد           | 8 مايو، 2010  | تحميل رقمي  | ديف جام      | [ 16 ]  |
| سويسرا           | 8 مايو، 2010  | تحميل رقمي  | ديف جام      | [ 17 ]  |
| الولايات المتحدة | 24 مايو، 2010 | تحميل رقمي  | ديف جام      | [ 18 ]  |